# Saint-Broingt-les-Fosses
Saint-Broingt-les-Fosses – miejscowość i gmina we Francji, w regionie Grand Est, w departamencie Górna Marna.
Według danych na rok 1990 gminę zamieszkiwało 131 osób, a gęstość zaludnienia wynosiła 11 osób/km².